# Мірник
Мірник, комірник (коморник) — у Короні Польській, Великому князівстві Литовському і в Речі Посполитій — асистент підкоморія при здійсненні межового судочинства, в проведенні межової процедури: обмірюванні ґрунтів, встановленні меж маєтків тощо. Призначався підкоморієм із місцевої шляхти, після чого на найближчій судовій сесії (див. Підкоморський суд) складав присягу перед повітовим каштеляном або маршалком і земським урядом, однак не входив до земського уряду. За дорученням підкоморія міг вести самостійне судочинство та власні книги реєстрації справ. Його рішення мали таку ж силу, що й рішення підкоморія.
(Не плутати з Коморники)